# Edward Soriano

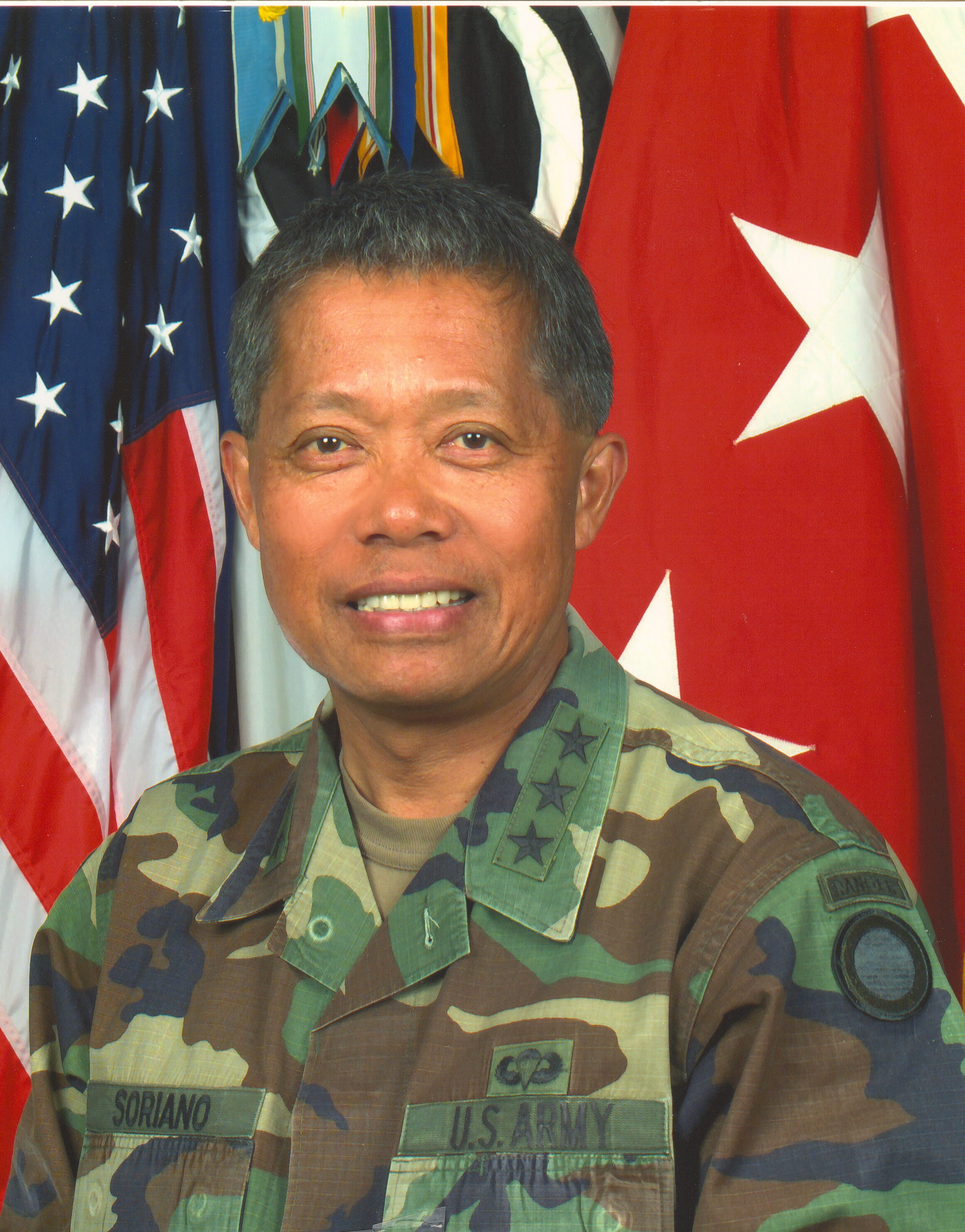
Edward Soriano

Edward Soriano (* 12. November 1946 in Alcala, Provinz Pangasinan, Philippinen) ist ein pensionierter Generalleutnant der United States Army. Er kommandierte unter anderem das I. Korps.

## Leben
Edward Soriano wurde auf den Philippinen geboren und kam später mit seiner Familie unter anderem nach Kalifornien, wo er in Salinas im Monterey County die High School absolvierte. Sein Vater, Fred Soriano, gehörte ebenfalls der U.S.-Army an und hatte während des Zweiten Weltkriegs als Korporal bei den Philippine Scouts gedient. Dabei war er zwischenzeitlich in japanische Kriegsgefangenschaft geraten. Während des Koreakriegs war Fred Soriano ebenfalls Kriegsgefangener.
Über das ROTC-Programm der San José State University gelangte er im Jahr 1970 in das Offizierskorps des US-Heeres. Dort wurde er als Leutnant der Infanterie zugeteilt. In der Armee durchlief er anschließend alle Offiziersränge vom Leutnant bis zum Drei-Sterne-General. Damit ist er einer der höchsten US-amerikanischen Offiziere mit Philippinischer Abstammung.
Im Lauf seiner militärischen Karriere absolvierte Edward Soriano verschiedene Kurse und Schulungen. Dazu gehörten unter anderem der Infantry Officer Basic Course, der Infantry Officer Advanced Course (1975), das Command and General Staff College (1981–1982) sowie das United States Army War College (1988–1989). Zudem erhielt er im Jahr 1982 einen akademischen Grad von der University of Missouri.
In seinen jüngeren Jahren absolvierte er den für Offiziere in den niederen Rangstufen üblichen Dienst in verschiedenen Einheiten und Standorten. Im weiteren Verlauf seiner Laufbahn kommandierte er Einheiten auf fast allen militärischen Ebenen. Zwischenzeitlich wurde er auch als Stabsoffizier eingesetzt. Er begann seine Laufbahn bei der 82. Luftlandedivision, wo er zwischen August 1970 und Oktober 1971 unter anderem Zugführer einer Kompanie war. Zwischen November 1971 und Januar 1973 war er in Südkorea zunächst Stabsoffizier und dann Kompanieführer beim 23. Infanterieregiment, das zur 2. Infanteriedivision gehörte. Danach war er bis Januar 1975 in Fort Lewis im Bundesstaat Washington Stabsoffizier und Kompanieführer beim 47. Infanterieregiment, das zur 9. Infanteriedivision gehörte.
Zwischen Dezember 1975 und Juni 1978 war Edward Soriano Stabsoffizier beim United States Army Recruiting Command in Albany im Bundesstaat New York. Daran schloss sich eine Versetzung nach Deutschland an, wo er zwischen Juni 1978 und Juni 1981 als Stabsoffizier für Personal (S1) und dann als Kompaniechef beim 39. Infanterieregiment eingesetzt war. Dieses Regiment unterstand der 8. Infanteriedivision. Zwischen Januar 1984 und Juni 1985 diente Soriano im Stab des Heeresministeriums in Washington, D.C. ehe er nach Fort Hood in Texas versetzt wurde, wo er zwischen Juni 1985 und Juni 1986 bei der 2. Panzerdivision die Stabsabteilung G3 für Operationen leitete. Danach kommandierte er, ebenfalls in Fort Hood, von Juni 1986 bis Juni 1988 ein Bataillon des 41. Infanterieregiments, das auch der 2. Panzerdivision unterstand.
Während des Zweiten Golfkriegs war Edward Soriano in den Jahren 1990 bis 1992 Verbindungsoffizier zur I. Marine Expeditionary Force. Danach war er Mitglied im Stab des Chief of Staff of the Army. Anschließend war er von Juni 1992 bis 1994 Kommandeur der 1. Brigade der 4. Infanteriedivision in Fort Carson in Colorado. Daran schloss sich eine erneute Versetzung nach Deutschland an, wo er von 1994 bis 1996 Stabschef der 3. Infanteriedivision in Würzburg war. Es folgten einige Monate als Leiter der Stabsabteilung G3 (Operationen) bei der 1. Infanteriedivision, die damals ebenfalls in Deutschland stationiert war. In dieser Zeit war er mit diesen Divisionen kurzfristig in Bosnien eingesetzt.
Zwischen Juni 1996 und Juni 1997 war Soriano einer der Direktoren des Armeepersonalcenters in Alexandria in Virginia. Anschließend war er bis Juni 1999 ein weiteres Mal Stabsoffizier im Pentagon. Zwischen Juni 1999 und Oktober 2001 kommandierte er die 7. Infanteriedivision in Fort Carson. Danach war er bis August 2002 Direktor für Homeland Security beim United States Joint Forces Command. Am 12. August 2002 übernahm er als Nachfolger von James T. Hill das Kommando über das I. Korps in Fort Lewis, das er bis zum 3. November 2004 innehatte. In dieser Funktion setzte Soriano im September 2004 ein Kriegsgericht gegen Ryan Anderson, ein früheres Mitglied der Nationalgarde des Staates Washington, wegen Unterstützung terroristischer Organisationen ein. Anderson wurde schuldig gesprochen und zu lebenslanger Haft verurteilt. Soriano setzte sich gegen ein mögliches Todesurteil ein. Während seiner Zeit als Kommandeur des I. Korps wurden Teile des Verbands im Irakkrieg eingesetzt. Am 1. März 2005 schied Edward Soriano aus dem aktiven Militärdienst aus. 
Nach seiner Pensionierung arbeitete er für verschiedene Firmen und Organisationen wie zum Beispiel Northrop Grumman. Er wurde auch Mitglied in mehreren Firmenvorständen. Heute ist er Präsident des Mountain Post Historical Centers in Fort Carson. Zudem ist er Mitglied der Handelskammer von Colorado Springs.

## Daten der Beförderungen
| Abzeichen | Rang               | Jahr             |
| --------- | ------------------ | ---------------- |
|           | Second Lieutenant  | 23. Januar 1970  |
|           | First Lieutenant   | 23. Januar 1971  |
|           | Captain            | 23. Januar 1974  |
|           | Major              | 8. Januar 1981   |
|           | Lieutenant Colonel | 1. April 1987    |
|           | Colonel            | 1. Juni 1991     |
|           | Brigadier General  | 1. Oktober 1995  |
|           | Major General      | 1. November 1998 |
|           | Lieutenant General | 12. August 2002  |

## Orden und Auszeichnungen
Edward Soriano erhielt im Lauf seiner militärischen Laufbahn unter anderem folgende Auszeichnungen:
- Army Distinguished Service Medal
- Defense Superior Service Medal
- Legion of Merit
- Bronze Star Medal
- Defense Meritorious Service Medal
- Meritorious Service Medal
- Army Commendation Medal
- Navy & Marine Corps Commendation Medal
- Army Achievement Medal